# Kübra Öztürk
Kübra Öztürk (Ankara, 11 de maig de 1991) és una escaquista turca, que té el títol de Gran Mestre Femení des de 2012.
A la llista d'Elo de la FIDE del desembre de 2021, hi tenia un Elo de 2334 punts, cosa que en feia la jugadora número 3 (femenina) de Turquia (i la número 35 absoluta del país). El seu màxim Elo va ser de 2364 punts, a la llista de setembre de 2017.

## Resultats destacats en competició
El 2006 va ser Campiona d'Europa femenina sub-16 a Herceg Novi, un triomf que repetiria l'any següent, el 2007, a Šibenik.
Va participar en el Campionat del món d'escacs femení de 2010 on fou eliminada en primera ronda per Katerina Lahnó (1½-½). El 2012 es proclamà campiona femenina de Turquia. En el Campionat del món d'escacs femení de 2015, fou eliminada en primera ronda per Bela Khotenashvili (1½-½).

### Participació en olimpíades d'escacs
Öztürk ha participat, representant Turquia, en cinc Olimpíades d'escacs entre els anys 2006 i 2014 (un cop com a 1r tauler), amb un resultat de (+26 =17 –8), per un 67,6% de la puntuació. El seu millor resultat el va fer a l'Olimpíada del 2008 en puntuar 9½ d'11 (+8 =3 -0), amb el 86,4% de la puntuació, amb una performance de 2304.